# Mount Trumbull
Der Mount Trumbull ist mit 2447 m Höhe die höchste Erhebung des im US-amerikanischen Bundesstaat Arizona gelegenen Uinkaret volcanic fields.

## Etymologie
Der Mount Trumbull wurde von John Wesley Powell nach dem Senator von Illinois Lyman Trumbull benannt. Der Berg hieß jedoch bei den ortsansässigen Uinkarets (oder Uint-karits), einem Stamm der Südlichen Paiute, Yipinkatiti – die Gelb-Kiefer-Spitze (von yipin Gelb-Kiefer und kati sitzen).

## Geographie
Der Mount Trumbull liegt im südlichen Drittel des Uinkaret volcanic fields, das im Norden fast an die Grenze von Utah heranreicht. Vom Berg sind es rund 25 Kilometer zum im Südosten vorbeifließenden Colorado River. Geomorphologisch stellt der Mount Trumbull einen Tafelberg dar – genauer eine etwas über 4 Kilometer lange und maximal 2 Kilometer breite Mesa, die in die Ostsüdost-Richtung ausgelängt ist. 
Vom Gipfel sind es 7 Kilometer bis zur Toroweap Fault, der östlichen Begrenzung des Vulkanfelds. Bis zur Hurricane Fault im Westen sind es nahezu 15 Kilometer. Der Gipfel ist somit nicht zentriert, sondern weit näher am Ostrand des Vulkanfelds gelegen. Die beiden sehr bedeutenden Verwerfungen werden mittlerweile als grob Nord-Süd-streichende Detachment Faults angesehen, welche hier im Übergangsbereich vom Colorado-Plateau zum Basin and Range entstanden waren und als krustale Schwächezonen den Magmenaufstieg ermöglichten. An beiden Verwerfungen wurde ihr Westflügel abgesenkt, wobei reverse Schleppung (Englisch reverse drag) entstand. Der maximale Gesamtversatz an der Hurricane Fault wird auf 610 Meter eingeschätzt, der an der Toroweap Fault auf 198 Meter.

### Hydrologie
Von der Nordwestseite des Mount Trumbulls geht ein linker Seitenarm des Clayhole Washs aus. Etwas weiter im Westen nimmt der Hurricane Wash seinen Ursprung. Beides sind ephemere Wasserläufe, die nach Norden in Richtung Virgin River ablaufen. Das Toroweap Valley entsteht etwas weiter im Nordosten und entwässert nach Süden in Richtung Colorado River. Die Südwestseite des Bergs wird vom Whitmore Wash und seinen Seitenarmen drainiert, welcher ebenfalls zum Colorado River abfließt.
Der Berg besitzt zwei Quellen, die beide unterhalb des Mesarandes im Blockschutt austreten – die Nixon Spring auf der Südseite und die Coyote Spring auf der Nordseite.

### Zugang
Mount Trumbull ist verkehrsmäßig ziemlich abgelegen. So sind es bis St. George im Nordnordwesten 85 Kilometer, Colorado City im Norden ist 68 Kilometer entfernt (Luftlinie).
Der Zugang zum Gipfel erfolgt von Südwesten über einen 4 Kilometer langen, von der Mohave County Road 5 ausgehenden Pfad, der 464 Höhenmeter überwindet. Für Hin- und Rückweg sind 5 bis 7 Stunden zu veranschlagen. Eine Besteigung sollte nur zwischen April und November durchgeführt werden, im Winter ist die Zugangsstraße meist wegen Schneefall gesperrt.

## Geologie

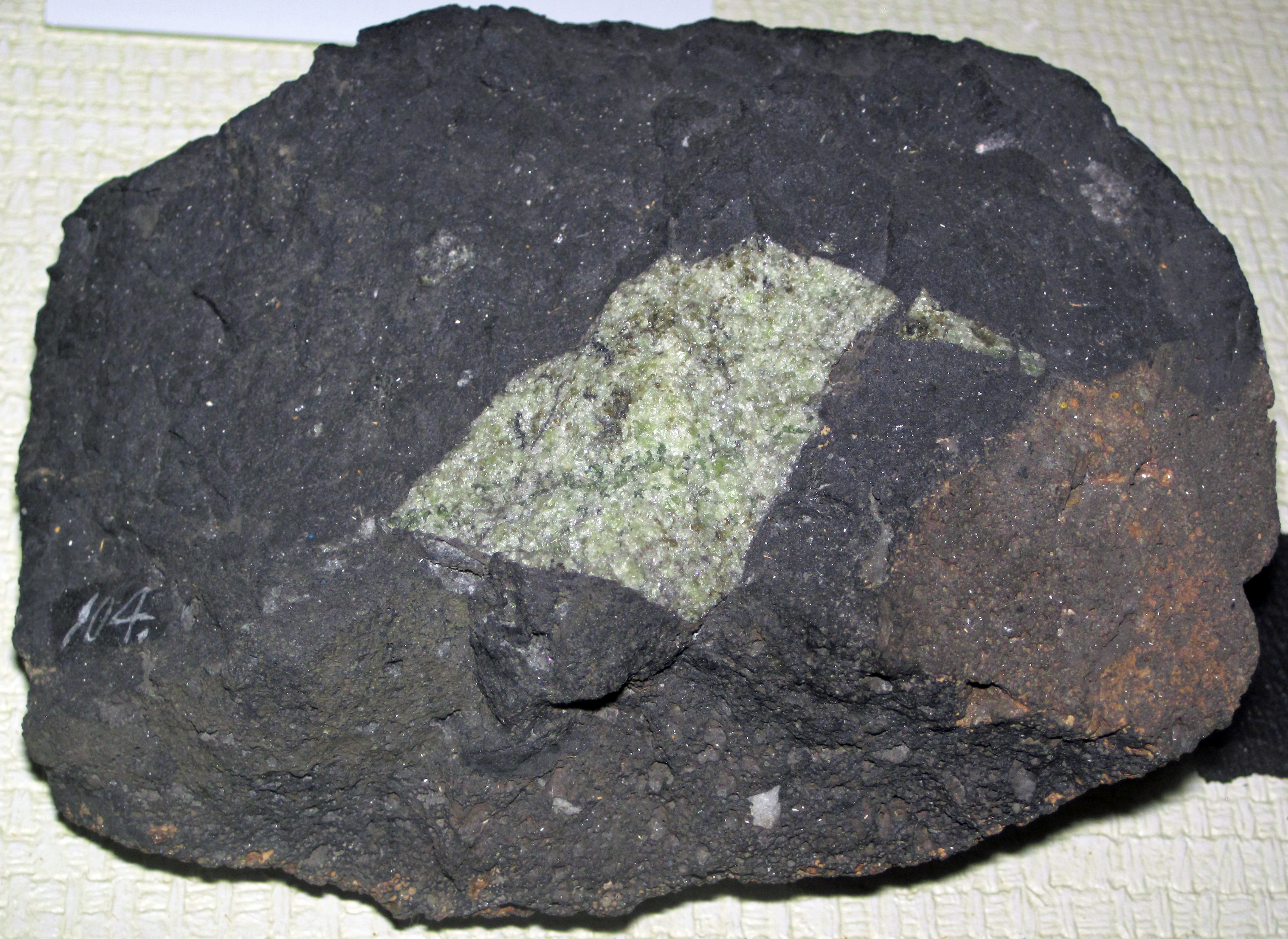
Xenolith aus Peridotit im Basalt vom Mount Trumbull

Die Mesa des Mount Trumbulls wird von Basalt abgedeckt, dem Mount Trumbull Basalt (Tmb). Es handelt sich hierbei um einen grau-schwarzen, feinkristallinen Alkalibasalt (Alkaliolivinbasalt). Die Grundmasse der Lava besteht aus Phänokristallen von Olivin und Plagioklasleisten. Eine Besonderheit ist das gelegentliche Auftreten von Xenolithen aus Peridotit, die aus dem Oberen Erdmantel stammen. Die Entstehungstiefe des Magmas wird bei 80 Kilometer angesetzt.
Die Gesamtmächtigkeit der Basaltdecke beträgt 30 bis 60 Meter und setzt sich aus einer dicken oder auch mehreren dünneren Lagen zusammen. Ihre Westseite speist die Nixon Spring, die in Hangschutt unterhalb des Basaltflusses austritt. Der Basalt wurde mit der Kalium-Argon-Methode auf ein Alter von 3,67 ± 0,09 Millionen Jahre, auf 3,60 ± 0,18 Millionen Jahre und auf 3,47 ± 0,63 Millionen Jahre datiert. Er stammt somit aus dem Tertiär – genauer aus dem Pliozän (Piacenzium) – und bildet den ältesten Vulkanit im Uinkaret volcanic field. Der Basalt ergoss sich aus zwei Eruptionszentren (Tmi), einmal aus einer 120 Meter breiten Gangstruktur (Spalteneruption) am Gipfel sowie aus einer kleineren Spalte südwärts davon. Der Basalt floss von hier etwa 1,6 Kilometer nach Westen und ergoss sich über eine Erosionsfläche aus dem Shinarump Member oder dem Petrified Forest Member der triassischen Chinle-Formation (TRc), die aber nur in sporadischen Fetzen im Hang- und Blockschutt des Westabhangs zu erkennen ist. Auch gelegentliche Taschen von quartärem Kolluvium (Qc) treten hier auf sowie ein kleines Vorkommen an Red middle member der Moenkopi-Formation. Die Hauptmasse der Lava strömte nach Osten und Südosten und verlor hierbei auf 2,5 Kilometer über 300 Meter an Höhe. Auf der Ostseite des Berges wurden die Schichten der ebenfalls triassischen Moenkopi-Formation durch den Basaltfluss von der Erosion bewahrt. In kleinen Vorkommen finden sich folgende Member: Upper red member, Shnabkaib member, Middle red member, Virgin limestone member und Lower red member (TRmu, TRms, TRmm, TRmv und TRml).
Hinterher wurden die steilen, aber dennoch sanften Berghänge unterhalb des Mesaabruchs von Hangrutschungen und basaltischem Blockschutt (Ql) überdeckt. Sie enden oft in holozänen (Qa1), holzänen und pleistozänen (Qa2) und in pleistozänen (Qa3) Schwemmfächern – insbesondere im Westen – die massenhaft eckige bis gerundete Basaltgerölle enthalten und zur Entstehung eines Wüstenpediments beitragen.
Am Südrand der Mesa befindet sich auf 2392 Meter Höhe ein 60 Meter hoher Schweißschlackenkegel (Qp). Er ist bisher nicht genau datiert, dürfte aber aufgrund seines frischen Aussehens quartären Alters sein. Fenton (1998) stuft ihn anhand kosmogener Altersbestimmung mittels 3He auf rund 100.000 Jahre ein. Dieser Vulkankegel mit der Nummer 7847 überdeckt den Mesabasalt und entsendete über Hangschutt hinweg einen Lavastrom (Qb) aus Alkalibasalt nach Süden, welcher seinerseits später von Rutschungen beeinträchtigt wurde. Die Auswurfprodukte sind rot gefärbt und zeigen neben Schweißschlacke auch Tuffe, Aschen, Scorien und Lapilli, die sich selbst noch am Gipfel auffinden lassen.
Der Kegel 7847 ist eine Fortsetzung von 19 sehr ähnlich gearteten quartären Kegeln im Süden. Auch im Norden vom Mount Trumbull findet sich eine Aneinanderreihung von 14 quartären Vulkankegeln, die sehr schön der Nord-Süd-Richtung folgen, ehe sie nach Nordost einschwenken. Weitere 4 Eruptionszentren liegen im Südosten des Blockschutts. Ihre Laven sind vorwiegend nach Osten in Richtung Toroweap Fault abgeflossen. Insgesamt betrachtet wird der Mount Trumbull von gut 50 quartären Eruptionszentren und deren Lavaströmen umringt. Nur im Osten besteht eine kleine vulkanfreie Lücke, in der das Harrisburg Member des  Kaibab Limestones (Pkh) ansteht, welches hier mit 3° nach Osten einfällt.

## Archäologie
In der Umgebung des Mount Trumbulls liegen prähistorische als auch historische archäologische Fundplätze – so beispielsweise die Petroglyphen von Nampaweap 6 Kilometer weiter südlich. Es ist bekannt, dass hier einst die Anasazi sesshaft waren. Jeden Sommer wird jetzt ein  archäologisches Sommerlager am Mount Trumbull durchgeführt.

## Ökologie

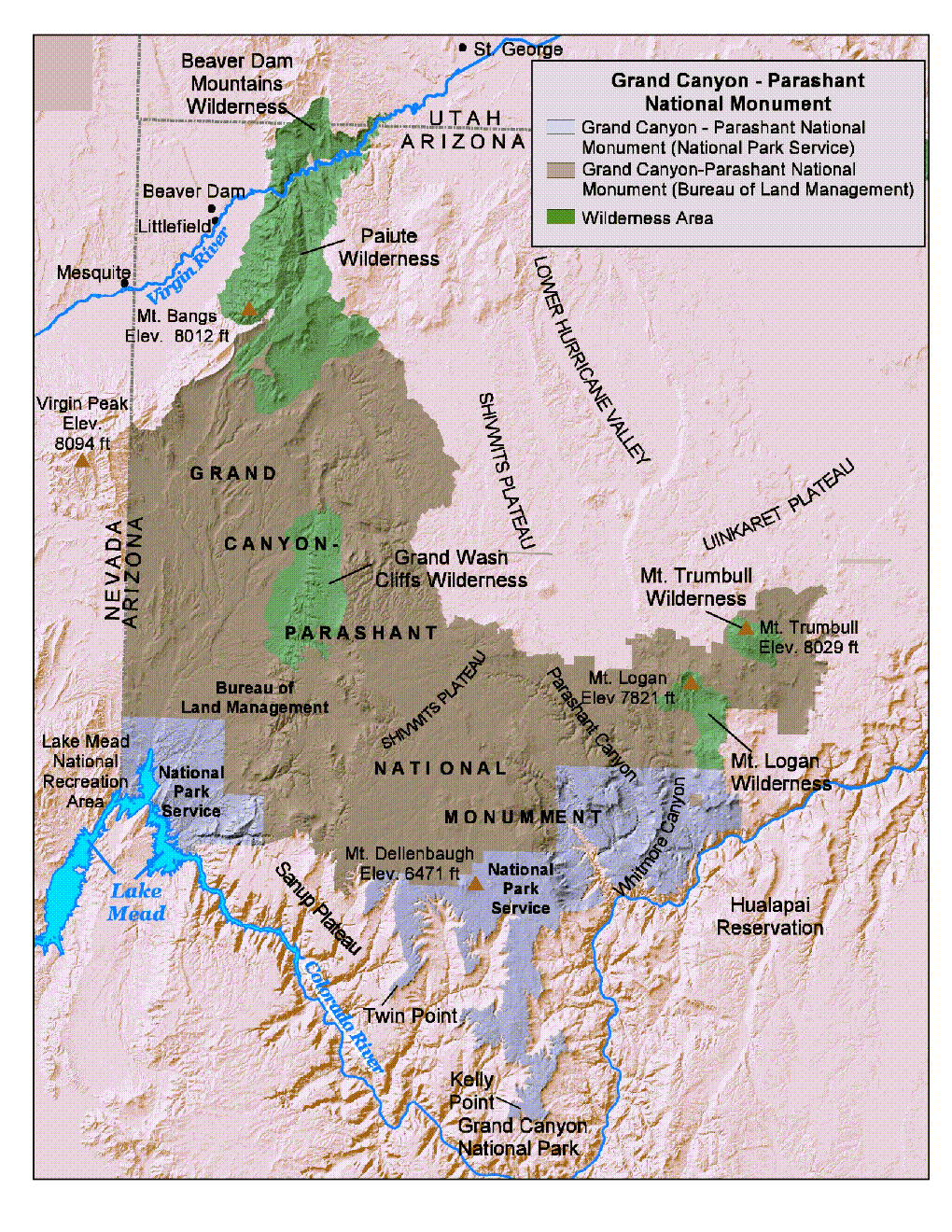
Zur Situierung des Mount Trumbulls innerhalb des Grand Canyon-Parashant National Monuments

Mount Trumbull gehört zur Mount Trumbull Wilderness, einer 31 Quadratkilometer großen, streng beschützten Wilderness Area. Die Mount Trumbull Wilderness bildet ihrerseits Teil des weitaus größeren Grand Canyon-Parashant National Monuments.

### Flora
Am Bergfuß des Mount Trumbulls setzt sich die Flora im Wesentlichen aus dem Utah-Wacholder (Juniperus osteosperma), den Pinyon-Kiefern, der Yucca schidigera, dem Wüsten-Beifuß (Artemisia tridentata) und verschiedenen Gräsern zusammen. In höheren Lagen erscheint zusehends die Gelb-Kiefer. Diese fiel im ausgehenden 19. Jahrhundert stark dem Holzeinschlag anheim, so dass jetzt neben der Hauptmasse an kleinem Jungwuchs nur noch sehr wenige der bis zu 500 Jahre alten Baumriesen vorhanden sind. Der Wald wurde durch die extensive Holznutzung destabilisiert, was sich in zunehmenden Waldbränden ausdrückt. So unterhielten beispielsweise die Mormonen am Anstiegsweg zum Berg einst ein Sägewerk für ihre Bauvorhaben in St. George.

### Fauna
Faunistisch beherbergt der Mount Trumbull zahlreiche Arten. Hierunter erwähnenswert sind Maultierhirsche, die meist in den frühen Morgen- und in den Abendstunden anzutreffen sind. Eichhörnchen sind recht zahlreich vertreten, darunter die Kaibabhörnchen, die am Anfang der 1970er Jahre vom South Rim des Grand Canyons aus nach hier eingeführt wurden. Wesentlich seltener sind Gabelböcke und Pumas. Echsenarten sind wiederum recht häufig, darunter Krötenechsen. Unter den Vögeln finden sich Fichtenkreuzschnabel, Diademhäher, Kolkraben und manche andere.